# Celsoy
Celsoy é uma comuna francesa na região administrativa de Grande Leste, no departamento de Haute-Marne. Estende-se por uma área de 5,42 km². Em 2010 a comuna tinha 105 habitantes (densidade: 19,4 hab./km²).